# Iedereen beroemd!
Iedereen beroemd! (internationaal uitgebracht als Everybody Famous!) is een Vlaamse film uit 2000 naar een scenario en in een regie van Dominique Deruddere. De productie werd genomineerd voor de Oscar voor beste anderstalige film en vormde het filmdebuut van Eva Van Der Gucht.

## Verhaal
Jean Vereecken hoopt op beroemdheid, en probeert zijn dromen te realiseren via een zangcarrière van zijn dochter Marva. Zangwedstrijd na wedstrijd doen ze mee in de hoop een doorbraak te realiseren. Marva kampt met overgewicht en is ook niet bijzonder toonvast, maar dat overziet Jean. Wanneer hij plots ontslagen wordt, wordt de obsessie een nieuwe carrière te lanceren als manager van zijn dochter allesoverheersend. Bij toeval ontmoet hij het bekende popsterretje Debbie tijdens een van haar fietstochten en in een impuls ontvoert hij haar. Samen met zijn vriend Willy Van Outreve gebruikt hij het gegijzelde meisje om toegang te krijgen tot de media voor zijn dochter Marva met haar liedje Lucky Manuelo.

## Rolverdeling
| Acteur               | Personage                   |
| -------------------- | --------------------------- |
| Josse De Pauw        | Jean Vereecken              |
| Eva Van Der Gucht    | Marva Vereecken             |
| Werner De Smedt      | Willy Van Outreve           |
| Thekla Reuten        | Debbie                      |
| Victor Löw           | Michael Jensen              |
| Gert Portael         | Chantal Vereecken           |
| Ianka Fleerackers    | Gaby                        |
| Alice Reijs          | Lizzy                       |
| George Arrendell     | Dave                        |
| François Beukelaers  | NTO-directeur               |
| Silvia Claes         | omroepster                  |
| Marc Didden          | cameraman                   |
| Sien Eggers          | Debbies buurvrouw           |
| Lut Hannes           | vriendin van Marva's moeder |
| Wim Opbrouck         | Rik De Visser               |
| Filip Peeters        | rijkswachter                |
| Mathias Sercu        | Jim Poppe                   |
| Myriam Thys          | nieuwslezeres               |
| Bert Vannieuwenhuyse | nieuwslezer                 |
| Alain Van Goethem    | zanger                      |
| Tania Kloek          | zangeres                    |
| Anniek Vandercruysse | zangeres                    |

## Prijzen en nominaties
- Oscarnominatie voor de Academy Awards 2001 voor Iedereen beroemd! als beste niet-Engelstalige film
- Silver Dolphin voor beste scenario voor Dominique Deruddere op het Festroia internationaal filmfestival in Setúbal
- Nominatie voor Golden Dolphin voor regisseur Dominique Deruddere op het Festroia internationaal filmfestival in Setúbal
- Joseph Plateauprijs 2000 voor Josse De Pauw als beste acteur
- Genomineerd voor Joseph Plateauprijs 2000 voor Eva Van Der Gucht als beste actrice
- Genomineerd voor Joseph Plateauprijs 2000 voor Dominique Deruddere als beste regisseur
- Genomineerd voor Joseph Plateauprijs 2000 voor Iedereen beroemd! als beste film
- Prijs van het publiek op het internationaal filmfestival van Ljubljana 2001
- Prijs van het publiek op het Noord-Europees filmfestival van Rouen 2001

## Musicalversie
In 2019 bracht Judas TheaterProducties een musicalversie van de film met muziek van Jelle Cleymans en in een regie van Frank Van Laecke. Hoofdrollen waren weggelegd voor Joke Emmers en Sven De Ridder.

## Terugblik Eva Van der Gucht
Eva Van der Gucht vertelde in 2024, dat ze nog in opleiding was en slechts één les camera-acteren had gehad. Ze kreeg op de set goede begeleiding en steun. Het kon niet voorkomen dat ze in één scene daadwerkelijk eieren zat te eten omdat ze dacht dat dat moest of beter overkwam. Die scene moest meerdere keren geschoten worden, zodat ze behoorlijk misselijk van al die eieren werd.